# 愛莊町
愛莊町（日语：／ Aishō chō */?）是位於日本滋賀縣東部湖東平原的行政區劃，轄內除了最多東端為山區外，其餘地區多為平地，西側以愛知川為界。
本地的傳統工藝品有近江上布、秦莊紬、瓶細工手鞠、近江刺繡。

## 人口
| 愛莊町人口分布圖 |                                               |  |
| 愛莊町與日本全國年齡別人口分布比較圖 （2005年資料） | 愛莊町的年齡、男女別人口分布圖 （2005年資料） |  |
| ■紫色是愛莊町 ■綠色是全国 | ■藍色是男性 ■紅色是女性                       |  |
| 愛莊町人口變化 \| 1970年 \| 16,526人 \| \| \| 1975年 \| 17,016人 \| \| \| 1980年 \| 17,034人 \| \| \| 1985年 \| 17,085人 \| \| \| 1990年 \| 17,036人 \| \| \| 1995年 \| 17,856人 \| \| \| 2000年 \| 18,992人 \| \| \| 2005年 \| 19,729人 \| \| \| 2010年 \| 20,118人 \| \| \| 2015年 \| 20,778人 \| \| \| 2020年 \| 20,893人 \| \| |                                               |  |
| 資料來源：日本總務省統計中心提供之人口普查數據 |                                               |  |
| 1970年 | 16,526人                                      |  |
| 1975年 | 17,016人                                      |  |
| 1980年 | 17,034人                                      |  |
| 1985年 | 17,085人                                      |  |
| 1990年 | 17,036人                                      |  |
| 1995年 | 17,856人                                      |  |
| 2000年 | 18,992人                                      |  |
| 2005年 | 19,729人                                      |  |
| 2010年 | 20,118人                                      |  |
| 2015年 | 20,778人                                      |  |
| 2020年 | 20,893人                                      |  |

## 歷史

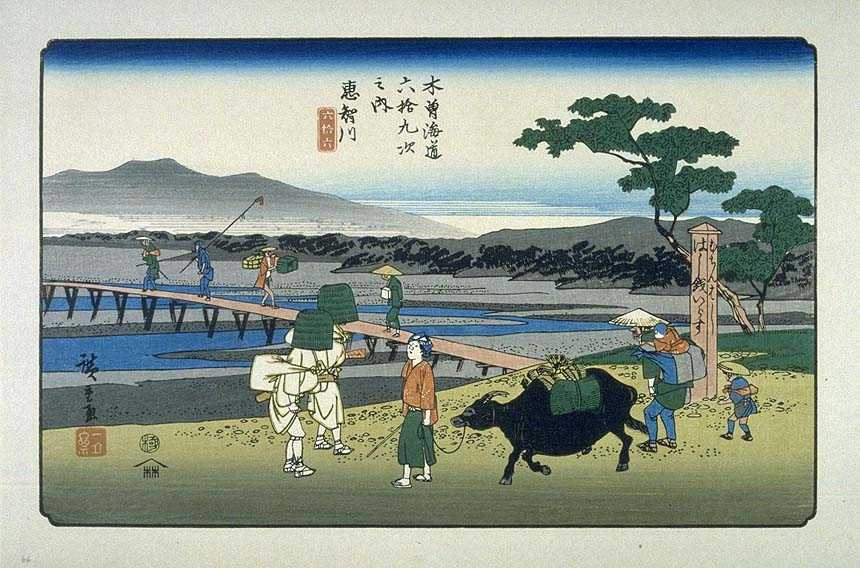
18世紀浮世繪畫家歌川廣重所繪的愛知川宿旁的愛知川

過去在令制國時代屬於近江國愛知郡，17世紀江戶時代後郡內大多數地區成為彥根藩領地及幕府直屬領、旗本領，而此地的幕府直屬領及旗本領則是由位於滋賀郡大津的大津奉行負責管理。在江戶時代，在愛知川東岸設有屬於中山道六十九次的愛知川宿。
19世紀末明治維新後，原先的幕府直屬領及旗本領先後改隸屬大津裁判所及大津縣，彥根藩的領地在1871年實施廢藩置縣後改隸屬彥根縣；不過在僅四個月之後的府縣整併中，郡內全數區域都被併入長濱縣，而長濱縣先是在三個月後更名為犬上縣，半年後又與滋賀縣合併。
1889年日本實施町村制，現在的愛莊町轄區在當時分屬愛知川村、豐國村、八木莊村、秦川村共四個行政區劃；1955年，愛知川町和豐國村合併為豐國村合併為新設立的愛知川町，八木莊村和秦川村則合併為秦莊町。
2006年秦莊町愛知川町整併為愛莊町。

### 變遷表
| 1889年4月1日 | 1889年 - 1912年              | 1912年 - 1944年              | 1945年 - 1954年              | 1955年 - 1989年             | 1989年 - 現在              | 現在                       |
| ------------ | ---------------------------- | ---------------------------- | ---------------------------- | --------------------------- | -------------------------- | -------------------------- |
| 愛知川村     | 1909年10月1日 改制為愛知川町 | 1909年10月1日 改制為愛知川町 | 1909年10月1日 改制為愛知川町 | 1955年4月1日 合併為愛知川町 | 2006年2月13日 合併為愛莊町 | 2006年2月13日 合併為愛莊町 |
| 豐國村       |                              |                              |                              | 1955年4月1日 合併為愛知川町 | 2006年2月13日 合併為愛莊町 | 2006年2月13日 合併為愛莊町 |
| 八木莊村     | 八木莊村                     | 八木莊村                     | 八木莊村                     | 1955年4月1日 合併為秦莊町   | 2006年2月13日 合併為愛莊町 | 2006年2月13日 合併為愛莊町 |
| 秦川村       |                              |                              |                              | 1955年4月1日 合併為秦莊町   | 2006年2月13日 合併為愛莊町 | 2006年2月13日 合併為愛莊町 |

## 行政

### 歴任首長
| 屆         | 姓名     | 上任日期     | 卸任日期     | 備註         |
| ---------- | -------- | ------------ | ------------ | ------------ |
| 1          | 村西俊雄 | 2006年3月5日 | 2010年3月4日 | 原米原町町長 |
| 2          | 村西俊雄 | 2010年3月5日 | 2014年3月4日 |              |
| 3          | 宇野一雄 | 2014年3月5日 | 2018年3月4日 |              |
| 4          | 有村國知 | 2018年3月5日 | 現任         |              |
| 參考資料： |          |              |              |              |

## 交通
西日本旅客鐵道東海道本線從轄區西部以南北向穿過愛知川市區，設有愛知川車站；在東部沿著山麓則有名神高速公路通過，設有湖東三山智慧交流道。

### 鐵路
- 西日本旅客鐵道
  - 東海道本線（琵琶湖線）：（←豐鄉町） - 愛知川車站 - （東近江市→）

### 公路
高速公路
- 名神高速公路：（甲良町） - 湖東三山休息區 / 湖東三山智慧交流道 - （東近江市）

## 觀光資源

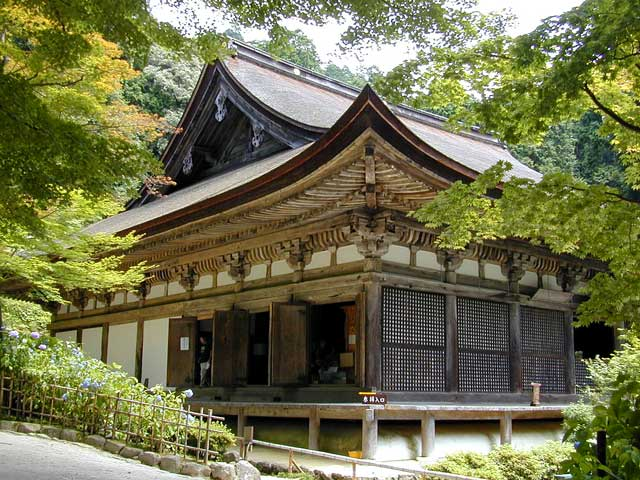
金剛輪寺本堂

金剛輪寺為天台宗的寺院，傳說建於8世紀，其本堂目前已被列為國寶；與位於甲良町的西明寺、位於東近江市的百濟寺三座同為天台宗的寺院被合稱為湖東三山，

## 教育
愛莊町內僅有滋賀縣立愛知高等學校一所高中、兩所初中及四所小學；不過在愛知高等學校內也設有特殊教育學校－滋賀縣立愛知高等養護學校。

## 姊妹、友好城市

### 日本
- 那珂川町（栃木縣）
過去原為秦莊町與馬頭町（日语：馬頭町）在1981年締結為姊妹都市，兩地分別在2005年和2006年合併為那珂川町和愛莊町。

### 海外
- 西本德（美國威斯康辛州華盛頓縣）

## 外部連結
- （日語） 愛莊觀光指引 （页面存档备份，存于）